# Dolichoderus quadridenticulatus
Dolichoderus quadridenticulatus is een mierensoort uit de onderfamilie van de Dolichoderinae. De wetenschappelijke naam van de soort is voor het eerst geldig gepubliceerd in 1862 door Roger.